# Ter Aa

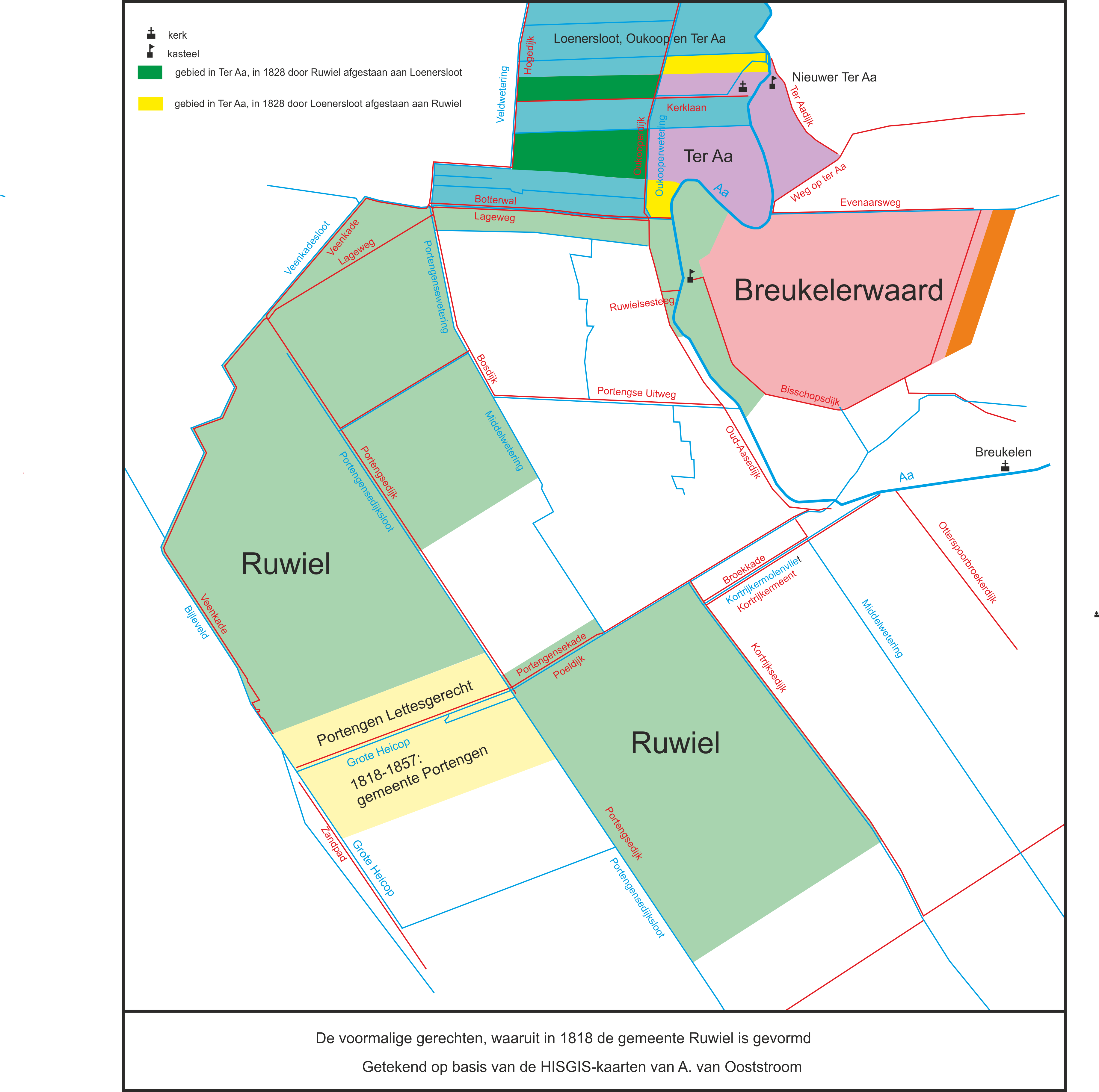

Ter Aa is een voormalig gerecht in de provincie Utrecht.

## Geschiedenis
Het oorspronkelijke Ter Aa raakte in de middeleeuwen verdeeld in twee delen. Het ene deel ging in de loop der tijd deel uitmaken van het gerecht Loenersloot-Oukoop-Ter Aa en het andere deel bleef zelfstandig. Het kasteel Ter Aa en de kerk in het dorp Nieuwer ter Aa lagen in het zelfstandige deel van het gerecht. vanaf 1643 bestond het bestuur uit een schout en drie schepenen.
In 1798 werd het zelfstandige Ter Aa herenigd met het Loenerslootse deel, maar al in 1801 werden de toestand van voor 1798 hersteld. Per 1 januari 1812 werd het gerecht samen met onder meer Loenersloot bij Loenen gevoegd.
Per 1 januari 1818 werden de voormalige gerechten Ruwiel, Breukelerwaard en Ter Aa samengevoegd tot de gemeente Ruwiel.
Het deel van Ter Aa dat deel uitmaakte van Loenersloot vormde echter geen geheel met Loenersloot, waardoor deze gemeente uit drie afzonderlijke gedeelten bestond. Omdat dit een ongewenste situatie was, kwam er in 1828 een zodanige uitruil van gebied tot stand tussen de gemeenten Ruwiel en Loenersloot, dat Loenersloot een geheel ging vormen.
De gemeente Ruwiel bestond tot 1 april 1964, waarna een groot deel van de gemeente, waaronder Ter Aa bij Breukelen werd gevoegd. Vervolgens werd Breukelen per 1 januari 2012 bij Stichtse Vecht gevoegd.